# Catherine Amanang'Ole
Catherine Reline Amanang'Ole (5 de octubre de 2002) es una deportista keniana que compite en atletismo, especialista en las carreras de fondo. Ganó una medalla de bronce en el Campeonato Mundial de Atletismo en Ruta de 2023, en la prueba de media maratón.